# Lophiotoma leucotropis
Lophiotoma leucotropis é uma espécie de gastrópode do gênero Lophiotoma, pertencente a família Turridae.